# Voor de dag
Voor de dag was een Vlaams radiopraatprogramma en actualiteitenrubriek op Radio 1.

## Concept
"Voor de dag" was een ochtendprogramma dat dagelijks tussen 6 en 9 uur werd uitgezonden (in het weekend van 7 tot 9 uur). Het programma bestond uit bijdragen van een team van medewerkers in Vlaanderen maar ook (vooral Nederlandse) correspondenten in het buitenland. Het behandelde voornamelijk actuele onderwerpen.
De eerste uitzending werd op 1 juni 1990 gepresenteerd door Diane Waumans, die later netwerkhoofd werd van Radio 1. Op 1 juni 2005 vierde het programma zijn vijftiende verjaardag met een live-uitzending vanuit het Vlaams Parlement. Op 2 september 2007 was de laatste uitzending. Het programma werd opgevolgd door De ochtend.

## Rubrieken
- " Het nieuws" (om het half uur)
- "Het weerpraatje" (om 6.31 uur en 7.31 uur, met Frank Deboosere of Sabine Hagedoren)
- "Het krantenoverzicht" (meteen na het nieuws van 6.30 uur)
- "De krantencommentaren" (meteen na het nieuws van 7.30 uur, vaak met Jan Huys)
- "Het economisch nieuws" (meteen na het nieuws van 8.30 uur, met Paul D'Hoore of Pascal Paepen)
- "De Wetstraatwatcher" (elke maandag rond 7.20 uur, met Marc van de Looverbosch)

## Medewerkers
De producer van het programma was van de eerste tot de laatste uitzending Chris Dewitte. De presentatoren waren onder anderen Roger De Knijf, Lode Roels, Geert Spillebeen, Kathleen Huys, Machteld Libert, Kristien Amerijckx, Wim De Vilder, Kristel Mariën en Leen Demaré. Tot de overige medewerkers behoorden Luc Aerts, Barbara Debeuckelaere, Gilles De Coster, Jacques Dewulf, Steven Dierckx, Katrien Kubben, Marc Lamot, Marc Peirs, Gert Van Boxel, Ben Vanheukelom, Lea Van Hoeymissen, Betty Van Rompaey, Nina Verhaeghe en vele andere radiojournalisten.
De muziek werd verzorgd door Raymond Stroobant en Frank De Maeyer.
Oud-medewerker Pieter Knapen was van 2007 tot 2009 algemeen hoofdredacteur van de VRT Nieuwsdienst en leidde van april 2010 tot september 2013 de communicatiedienst van de Katholieke Universiteit Leuven.